# ألفيرا ميسباخوفا
ألفيرا رافايلوفنا ميسباخوفا (بالروسية: Эльвира Рафаиловна Мисбахова، «بالسيريلية التتارية»: Эльвира Рафаил кызы Мисбахова، مواليد 20 يوليو 1975) هي ملحنة روسية - كندية وعازفة كمان.
في عام 2000، انضمت ميسباخوفا إلى مجموعة كليزمر كليزتوري، التي تلعب الكمان، وأنضمت بعدها لعدة فرق موسيقية وغنائية حتى عام 2013 أسست أو انضمت للفرقة الرباعية التي هي فيها حتى الآن.

## روابط خارجية (بالإنكليزية)
- The Orchestre Métropolitain
- Kleztory klezmer group